# 宋词三百首

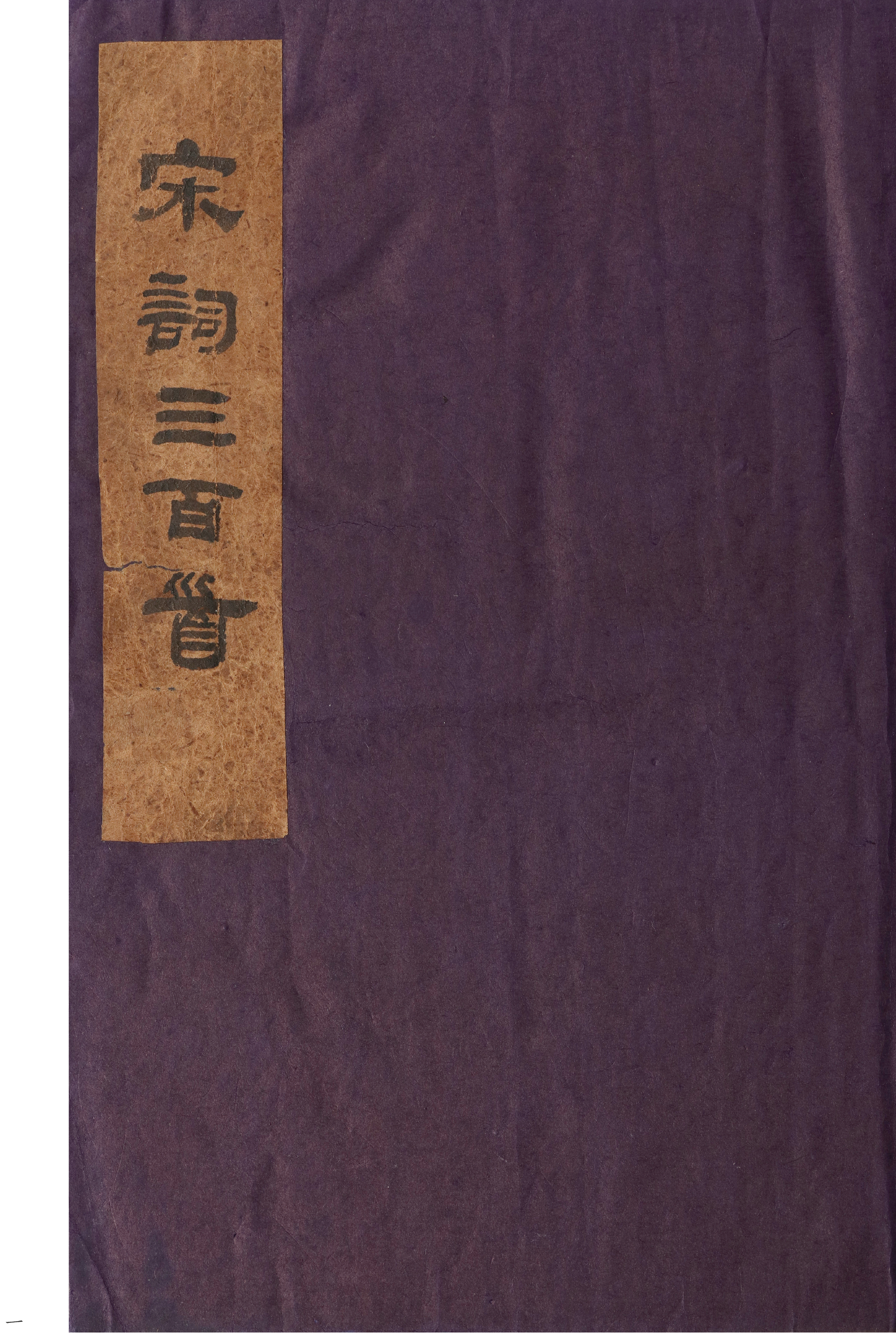
稿本宋词三百首封面題簽，本書今藏于浙江省圖書館

《宋词三百首》，是中国1924年编定辑录的宋词选，不分卷，共收宋代词人88家。编者是清朝末年民国初年的上彊村民（朱祖谋，又名朱孝臧），所选作品以周邦彦、姜夔、吴文英的为多。今人唐圭璋有《宋词三百首笺注》。

## 电子书
宋词三百首Epub格式下载